# SHFV-Pokal 2019/20
Der SHFV-Pokal 2019/20 war die 67. Austragung des schleswig-holsteinischen Verbandspokals der Männer im Amateurfußball. Der Pokalsieger qualifizierte sich für die erste Hauptrunde im DFB-Pokal 2020/21.

## Spielmodus
Bei einem unentschiedenen Spielstand nach regulären 90 Minuten kam es, wie in anderen Pokalwettbewerben, zu einer zweimal 15-minütigen Verlängerung und, falls immer noch kein Sieger feststand, im Anschluss zu einem Elfmeterschießen.

## Auswirkungen der Covid-19-Pandemie
Der Finaltag der Amateure, an dem auch das Finale des SHFV-Pokals stattfinden sollte, musste aufgrund der COVID-19-Pandemie auf den 22. August 2020 verschoben werden. Das Finale zwischen dem SV Todesfelde und dem VfB Lübeck durfte darüber hinaus vor lediglich 50 Zuschauern im Uwe-Seeler-Fußball-Park in Malente ausgetragen werden.

## Teilnehmende Mannschaften
Alle schleswig-holsteinischen Mannschaften, die in der Vorsaison oberhalb der Oberliga Schleswig-Holstein spielten, waren automatisch qualifiziert. Ausgenommen war der Zweitligist Holstein Kiel, da die Vereine der Bundesliga und 2. Bundesliga nicht an den Verbandspokalen teilnehmen und automatisch für den DFB-Pokal qualifiziert sind. Zudem qualifizierten sich die Kreispokalsieger der 12 Kreisfußballverbände und der Sieger des Flens-Cups Meister der Meister. Um auf 16 Teilnehmer zu kommen, zog im KFV Westküste auch der Finalist TSV Lägerdorf ein, da der Sieger Heider SV in die Regionalliga Nord aufstieg. Zweitmannschaften waren nicht teilnahmeberechtigt.
Folgende Mannschaften waren somit für den SHFV-Pokal 2019/20 qualifiziert (in der Klammer ist die Ligenzugehörigkeit in dieser Spielzeit angegeben):
| Vereine der Regionalliga Nord 2018/19 - SC Weiche Flensburg 08 (IV) - VfB Lübeck (IV) | Kreispokalsieger 2018/19 - Herzogtum Lauenburg: Breitenfelder SV (VI) - Kiel: TSV Bordesholm (V) - Lübeck: 1. FC Phönix Lübeck (V) - Neumünster: PSV Union Neumünster (V) - Nordfriesland: Husumer SV (V) - Ostholstein: Oldenburger SV (V) - Plön: ASV Dersau (VII) - Rendsburg-Eckernförde: MTSV Hohenwestedt (VI) - Schleswig-Flensburg (inkl. Flensburg): TSB Flensburg (V) - Segeberg: SV Todesfelde (V) - Stormarn: SV Preußen Reinfeld (V) - Westküste (Dithmarschen, Steinburg): - Sieger Heider SV (IV) - Finalist TSV Lägerdorf (VI) | Meister der Meister 2018/19 - TSV Nordmark Sartup (VI) |

| Ligaebene in Klammern: IV = Regionalliga Nord • V = Oberliga Schleswig-Holstein • VI = Landesligen • VII = Verbandsligen |

## Achtelfinale
Die 16 Mannschaften spielten in dieser Runde die acht Viertelfinalisten aus. Die Spiele fanden zwischen dem 10. und dem 16. Juli 2019 statt.
| Datum                 |                      | Ergebnis                         |                        |
| --------------------- | -------------------- | -------------------------------- | ---------------------- |
| 10.07.2019, 19:00 Uhr | TSV Lägerdorf        | 0:2                              | SC Weiche Flensburg 08 |
| 10.07.2019, 19:00 Uhr | ASV Dersau           | 2:2 n. V. (2:2, 1:0) (1:3 i. E.) | SV Todesfelde          |
| 12.07.2019, 19:00 Uhr | PSV Union Neumünster | 7:1                              | SV Preußen Reinfeld    |
| 13.07.2019, 15:00 Uhr | Breitenfelder SV     | 0:2                              | TSV Nordmark Sartup    |
| 13.07.2019, 15:00 Uhr | Husumer SV           | 1:4                              | TSB Flensburg          |
| 13.07.2019, 15:00 Uhr | Oldenburger SV       | 1:0                              | 1. FC Phönix Lübeck    |
| 13.07.2019, 16:00 Uhr | MTSV Hohenwestedt    | 2:5 n. V. (2:2, 1:2)             | Heider SV              |
| 16.07.2019, 19:00 Uhr | VfB Lübeck           | 6:0                              | TSV Bordesholm         |

## Viertelfinale
Die acht Mannschaften spielten in dieser Runde die vier Halbfinalisten aus. Die Spiele fanden zwischen dem 27. Juli und dem 19. Oktober 2019 statt.
| Datum                 |                        | Ergebnis             |               |
| --------------------- | ---------------------- | -------------------- | ------------- |
| 27.07.2019, 14:00 Uhr | Oldenburger SV         | 2:3 n. V. (2:2, 1:1) | TSB Flensburg |
| 28.07.2019, 14:30 Uhr | TSV Nordmark Sartup    | 1:5                  | SV Todesfelde |
| 21.08.2019, 18:00 Uhr | PSV Union Neumünster   | 1:4                  | VfB Lübeck    |
| 19.10.2019, 14:00 Uhr | SC Weiche Flensburg 08 | 5:0                  | Heider SV     |

## Halbfinale
In diesen zwei Partien wurden die beiden Finalisten des Pokals ermittelt.
| Datum                 |               | Ergebnis |                        |
| --------------------- | ------------- | -------- | ---------------------- |
| 31.10.2019, 13:30 Uhr | SV Todesfelde | 1:0      | SC Weiche Flensburg 08 |
| 31.10.2019, 13:30 Uhr | TSB Flensburg | 1:3      | VfB Lübeck             |

## Finale
| SV Todesfelde                                        | SV Todesfelde | VfB Lübeck | VfB Lübeck |
| ---------------------------------------------------- | --- | --- | ---------- |
| SV Todesfelde                                        | \| 22. August 2020 in Malente (Uwe-Seeler-Fußball-Park) \| \| Ergebnis: 3:2 (1:2) \| \| Zuschauer: 50 \| \| Schiedsrichter: Fynn Kohn (Hamburg) \| \| Spielbericht \| | \| 22. August 2020 in Malente (Uwe-Seeler-Fußball-Park) \| \| Ergebnis: 3:2 (1:2) \| \| Zuschauer: 50 \| \| Schiedsrichter: Fynn Kohn (Hamburg) \| \| Spielbericht \| | VfB Lübeck |
| 22. August 2020 in Malente (Uwe-Seeler-Fußball-Park) | | |            |
| Ergebnis: 3:2 (1:2)                                  | | |            |
| Zuschauer: 50                                        | | |            |
| Schiedsrichter: Fynn Kohn (Hamburg)                  | | |            |
| Spielbericht                                         | | |            |